# روبرت لي (راكب الكنو)
روبرت لي (بالإنجليزية: Robert Lee)‏ هو راكب الكنو أسترالي، ولد في 28 فبراير 1956.

## وصلات خارجية
- روبرت لي على موقع أوليمبيديا (الإنجليزية)